# Mac Pro (2013)
De Mac Pro die Apple Inc. in 2013 uitbracht is de tweede generatie Mac Pro. De desktopcomputer werd voorgesteld tijdens de WWDC in 2013 en kreeg een geheel nieuw ontwerp, met een gepolijste reflecterende aluminium cilinder gebouwd rond een centrale thermische koelvin en geventileerd door een enkele ventilator. De Mac Pro werd geassembleerd in Austin, Texas, door Apple's leverancier Flextronics.
De Mac Pro kwam op de markt op 19 december 2013 en werd stopgezet op 10 december 2019, nadat het een recordaantal van 2.182 dagen ongewijzigd in de verkoop was geweest.

## Ontvangst en problemen
De Mac Pro werd gemengd ontvangen in recensies en kreeg al snel de bijnaam de prullenmand (thrash can). Aanvankelijk waren de reacties vlak na uitgave positief, maar op de lange termijn werd men steeds negatiever, onder meer doordat Apple de desktopcomputer niet meer bijwerkte met nieuwe componenten. In 2017, vier jaar na lancering, was de Mac Pro zo sterk verouderd, dat de aanschaf ervan onlogisch was geworden.
Het systeem werd daarnaast geplaagd door problemen met de videokaarten van AMD. De FirePro D500 en D700 die in 2015 waren gefabriceerd konden het systeem laten vastlopen of gaven problemen met de weergave. Na onderzoek bleek de ventilator onvoldoende in staat om de geproduceerde hitte af te voeren. Medewerkers van Apple gaven tijdens een interview in 2017 toe dat de Mac Pro niet is geworden waar men op hoopte.

## Technisch
Deze Mac Pro beschikt over een Intel Xeon quad-core processor (CPU) met een kloksnelheid van 3,7 GHz. Verder heeft het 12 GB RAM-geheugen dat kan worden uitgebreid tot 64 GB. De Mac Pro is uitgerust met twee AMD FirePro D300-videokaarten die een geheugen hebben van 2 GB. Overigens was deze ook te bestellen met twee videokaarten van 3 GB. De Mac Pro heeft qua opslagruimte 256 GB met PCIe-SSD.

### Specificaties
| Onderdeel         | Specificaties                                                                                               |
| ----------------- | --- |
| Processoren       | Intel Xeon E5-processor 3,7 GHz quad-core, of een Intel Xeon E5-processor 3,5 GHz 6-core                    |
| Intern geheugen   | Minimaal 12 GB (12 GiB) 1333 MHz DDR3 volledig gebufferd ECC-RAM                                            |
| Grafische kaart   | Twee stuks AMD FirePro D300 met elk 2 GB GDDR5 VRAM, of twee stuks AMD FirePro D500 met elk 3 GB GDDR5 VRAM |
| Opslag            | Vanaf 256 GB PCIe-SSD                                                                                       |
| Connectiviteit    | 802.11ac Wi‑Fi, compatibel met IEEE 802.11a/b/g/n en draadloze Bluetooth 4.0-technologie                    |
| Randapparatuur    | 4 × USB 3.0 6 × Thunderbolt 2 2 × Gigabit ethernet HDMI 1.4 UltraHD                                         |
| Afmetingen        | 25 cm × 17 cm (hoogte × breedte)                                                                            |
| Gewicht           | 5,0 kg |
| Besturingssysteem | OS X 10.9 Mavericks tot en met macOS 12 Monterey                                                            |